# الرمح المكسور (فلم)
الرمح المكسور (بالإنجليزية: Broken Lance) هو فيلم تم إنتاجه في الولايات المتحدة وصدر في سنة 1954.

## بطولة
- سبنسر تريسي

## الميزانية والإيرادات
بلغت تكلفة إنتاج الفيلم حوالي 1,685,000 دولار بينما حقق أرباحا تقدر بـ 3.8 مليون دولار ( rentals).

### ترشيحات وجوائز
| السنة | الحدث          | الفئة    | النتيجة  |
| ----- | -------------- | -------- | -------- |
|       | جائزة الأوسكار | أفضل قصة | فـــــوز |

## وصلات خارجية
- مقالات تستعمل روابط فنية بلا صلة مع ويكي بيانات